# Katinka Faragó
Katerina "Katinka" Faragó (Viena, 16 de diciembre de 1936-Vaxholm, 26 de noviembre de 2024) fue una productora de cine sueca.Fue miembro del jurado de la 43 edición del Festival Internacional de Cine de Berlín.

## Biografía
Katinka Faragó, de origen judío, llegó a Suecia en 1940 después de que su familia huyera de Hungría y luego de Austria. Su padre, el escritor Alexander Faragó, guionista de varias películas suecas, la llevaba a veces a los rodajes. Así, a los 17 años fue seleccionada para la adaptación cinematográfica de Vägen till Klockrike (1953), de Harry Martinson. Unos años más tarde, empezó a trabajar con Ingmar Bergman. Esta colaboración duró 30 años; Faragó trabajó con Bergman en 19 producciones cinematográficas.
Faragó trabajó como guionista en Svensk Filmindustri de 1955 a 1965. Después trabajó como guionista independiente durante una década antes de convertirse en directora de producción. Durante siete años fue jefa de producción en Cinematograph, la empresa cinematográfica de Bergman, y después fue nombrada jefa de producción y productora en el Instituto Sueco de Cinematografía (1985-1990). De 1990 a 2002 fue productora en Sandrews. Faragó se casó con Raymond Lundberg en 1963 y en 1984 contrajo segundas nupcias con el productor de televisión Måns Reuterswärd. Tiene dos hijas de su primer matrimonio.

## Filmografía seleccionada
- Fanny and Alexander (1982)
- The Blessed Ones (1986)
- Katinka' (1988)
- Leningrad Cowboys Go America (1989)
- Good Evening, Mr. Wallenberg (1990)
- Friends, Comrades (1991)
- Önskas (1991)
- Jönssonligan och den svarta diamanten (1992)
- Sunday's Children (1992)
- Sista dansen (1993)
- Tic Tac (1997)